# Хејли Вилијамс
Хејли Никол Вилијамс (енгл. Hayley Nichole Williams; Меридијан, 27. децембра 1988.) је америчка певачица, текстописац, вокалиста, пословођа и клавијатуриста америчког рок бенда Парамор.
Рођена и одрасла у Мисисипију, Вилијамс се преселила у Тенеси када је имала 15 година, након развода њених родитеља. 2004. године је формирала групу Парамор са Џошом Фаром, Заком Фаром и Џереми Дејвисом. Група је тренутно сачињена од Хејли Вилијамс, Зака Фаро и Тејлора Јорка. Група је издала пет албума: All We Know Is Falling (2005), Riot! (2007), Brand New Eyes (2009), Paramore (2013), and After Laughter (2017).
22. јануара 2020. године, Вилијамсова је избацила свој први соло сингл "Simmer", и истог дана најавила свој први соло албум, Petals for Armor, који је изашао 8. маја 2020. године. Пре изласка албума, поставила је две мање EP-a, Petals for Armor I и Petals for Armor II, што су биле две трећине њеног албума. Њен други соло албум, Flowers for Vases / Descansos, изашао је мање од годину дана касније, 5. фебруара 2021. године.
Вилијамс је снимила песму Teenagers за филм Jennifer's Body (2009) и одрадила многобројне песме уз сарадњу са другим музичарима као што су October Fall, The Chariot, Set Your Goals, и New Found Glory. 2010. године је изашао сингл "Airplanes" од стране B.o.B.-a на коме је Вилијамс наступала. Ова сарадња довела ју је до Греми номинације.
2015. године, Вилијамс је покренула своју онлајн серијал о лепоти и музици Kiss-Off на Popular TV. 2016. године је покренула своју фирму производње фарбе за косу Good Dye Young.

## Детињство и младост
Хејли Никол Вилијамс је рођена у Меридијану, Мисисипију, 27. децембра 1988. године, у породици Џоји и Кристи Вилијамс. Има две мађе полу сестре. Као резултат развода њених родитеља, Хејли се преселила у Френклин, Тенеси где је упознала своје будуће чланове бенда Џоша Фаро и Зака Фаро у својој новој школи. Непосредно након доласка, она је почела да узима вокалне часове од Брета Манинга. Док је још увек била у школи, она је покушала да започне локални енгл. funk cover банд који се звао Фабрика, где је упознала Џеремија Дејвиса.

## Каријера
Вилијамсову су 2003. године, открили менаџери Дејв Стајнбринк и Ричард Вилијамс, који су са 14-годишњом девојком потписали двогодишњи продукцијски уговор. У то време, писала је поп песме заједно са другим текстописцима из Нешвилу . Она је била упозната са ловцом на таленте Атлантик Рекордса Том Стормс преко адвоката Ричарда Вилијамса Џим Зумвалта и Кент Маркуса, тада је потписала уговор са Џејсон Фломом. Првобитно, уговор је требало да буде о соло поп уметнику, али Вилијамс је била против тога, говорећи да је хтела да буде део бенда и свира поп панк музику.
Атлантик је одлучио да испуни њене жеље и она је онда оформорила Парамор заједно са Џошом Фаром, Заком Фаром и Џереми Дејвисом. Њихову музику је у почекту требало да објављује Атлантик рекордса, али је маркетиншки одеок издавачке куће одлучио да би била боља слика за бенд када их не би покривала нека велика издавачка кућа. Инсистирали су да њихову музику изда "кул" издавачка кућа, Фјулд бај Рамен. Према изјави Вилијамсове, име "Парамор" настао је од девојачког презимена мајке једног он њихових првих басиста. Након што је група открила значење речи paramour (срп. тајна љубав), одлучили су да узму име, али другачије написано као Paramore. Бендов прво албум, All We Know Is Falling, је био издат 2005. године када је Хејли имала само 16 година. Парамор је од тада исдао још четири албума, Riot! (2007), Brand New Eyes (2009), Paramore (2013) и After Laughter (2017). Јуна 2009. године, у бенд је ушао Тејлор Јорк (гитариста) као званични члан, и ако је већ свирао као члан бенда само током њихових турнеја од 2007. године. Децембра 2010. године, два од оригинална члана Парамора (Џош и Зак Фаро) су напустили бенд. Вести о томе је објавила Вилијамсова он Параморовом званичном сајту, након чега је Џош касније окачио контроверзну објаву на блогу која је потвдила њихов одлазак.
2006. године, Парамор је први пут отишао на турнеју изван Сједињених Америчких Држава, што је укључивало њихов први вођени концерт и као подршка пост-хардкор рок бенду The Blackout на Give It A Name фестивалу у Европи. Наредне године, она је заједно са остатком Парамора наступала у споту "Kiss Me" од стране групе New Found Glory. На Kerrang!-овом гласању читаоца 2007. године, рангирала се као друга на на категорији за најсексипилнију жену, одмах након Ејми Ли из групе Еванесенс, начон чега је годину дана касније и освојила титулу најсексипилније жене на гласању 2008. године, и поново 2009, 2010, 2011. и 2012. године. Појавила се као један од могућих играча у видео игри Guitar Hero World Tour који може да се окључа завршетком "Misery Business" у кампањи за вокалисте.
Вилијамсова је написала и снимила песму "Teenagers", која се појавила у филму Jennifer's Body. Након изласка песме "Teenagers", Вилијамсова је изјавила да нема планове да започне своју каријеру соло музичара. 2010. године, појавила се у песмама "Airplanes" и "Airplanes, Part II" на првом албуму репера B.o.B, B.o.B Presents: The Adventures of Bobby Ray. Након изласка сингла, "Airplanes" се рангирао у топ 10 у деветнаест различитих држава, укључујући и прво место на листи Уједињеног Краљества и Новог Зеланда.
ЕДМ продуцент Зед и Вилијамсова су заједно написалу песму "Stay the Night", за његов први албум, Clarity, која је изашла 2013. године. Вилијамсов је била почашћења  "Trailblazer" наградом 2014. године Билбордовим додели награде за жене у музичкој индустрији зато што је оставила јединстани траг у музици и отворила пут за нове младе уметнике. 2015. године, Вилијамсова је била у улози 'Crimson Curse' у споту Тејлор Свифт за њен нови сингл "Bad Blood", заједно са шеснаест других славних личности. Заједно са чланом бенда и ко-текстописцем Тејлором Јорк, Вилијамсова је била номинова и освојила Греми награду за најбољу рок песму 2015. године за њихову песму "Ain't It Fun". Јула 2015. године је освојила награду за најбољег вокалисту на Аlternative Press Music Rewards.

## Глас
Вилијамсова је сопран која је најприметљивија за њен акробатски стил певања са вокалним квалитетима који су описани као флексибилан и разноврстан. Она такође поседује слаб кантри тон на неким од њеним радовима. Alternative Press је навео да Вилијамсова има више карисме него певачи дупло старији од ње, а да ни бенд није толико иза ње. Певач и текстописац Џон Мејер је похвалио глас Вилијамсове у објави на његовом блогу блогу окобра 2007. године, називајући је "велике наранџастом надом", у којој је наранџаста упуђено као боја њене косе у периоду када је чланак био објављен.

## Слика у јавности
Марта 2013. године, Вилијамсова је најавила да ће остварити партнерство са MAC Cosmetics и избацити своју нову колекцију шминке 9. априла 2013. године. Колекција се састојала од четири дела, светло наранџаст кармин, наранџасти лак за нокте, корална сенка и пудер за лепоту. Хејли се појавила на насловној страни Nylon часописа априла 2013. године да би промовисала Параморов нови албум.
Октобра исте те године, Вилијамсова се остварила партнерство са Hard Rock Café-овим PINKTOBER добротворном кампањом да дигне свест рака дојке и финансирање истраживање истог.
2015. године, започела своју интернет серијал о нези лепоте "Kiss-Off" на Popular TV-у.
2016. године, након четири године планирања, Вилијамсова је започела своју фирму фарбе за косу, Good Dye Young, заједно са њеним фризером и шминкером, Брајан О'конер. Боје које су изашле у продају су биле наранџаста, Riot!; розе, Ex-Girl; плава, Blue Ruin; жута, Steal My Sunshine; црвена, Rock Lobster; љубичаста, PPL Eater; зелена, Kowabunga; светлоплава, Narwhal; и црна, None More Black.
2017. године, Good Dye Young је створио нову линију привремене фарбе за косу званом Poser Paste. Боје у којима су пасте биле су нараџаста, плава, розе и жута. Боје су могле да се комбинују како би се створиле друге боје.

## Лични живот
Вилијамсова је хришћанин и редновно прича о својој вери када се тича њене музике, али је била веома критична према предрасудама неких хришћанских удружења. Фаро браћа су навели да је њихов различит поглед на веру био фактор њиховог изласка из Парамора.
Почетком 2008. године, она је започела везу са гитаристом групе New Found Glory, Чед Гилберт. 31. децембра 2014. године, Вилијамсова је потвридила да су се она и Чед верили након што ју је он запросио одмах након Божића. Удали су се 20. фебруара 2016. године. 1. јула 2017. године су најавили да се разводе.
Вилијамсова је била веома јесма са својим избором да не пије, не пуши и не користи икакве врсте наркотика да не би оштетила свој глас.

## Дискографија

### СаПарамором
- All We Know Is Falling (2005)
- Riot! (2007)
- Brand New Eyes (2009)
- Paramore (2013)
- After Laughter (2017)[11][82]

### Соло
- Petals for Armor (2020)
- Flowers for Vases / Descansos (2021)

### EP
- Petals for Armor I (2020)
- Petals for Armor II (2020)
- Petals for Armor: Self-Serenades (2020)

### Гостујући наступи
| Наслов                             | Година | Албум                                          |
| ---------------------------------- | ------ | ---------------------------------------------- |
| Teenagers                          | 2009   | Jennifer's Body: Music from the Motion Picture |
| Airplanes (feat. Hayley Williams)  | 2010   | B.o.B Presents: The Adventures of Bobby Ray    |
| Stay the Night ft. Hayley Williams | 2014   | Зед - Clarity (Deluxe)                         |
| Vicious Love                       | 2015   | Њу Фоунд Глори - Resurrection                  |
| Bury It                            | 2016   | Chvrches - Every Open Eye                      |
| Nineteen                           | 2017   | Tegan And Sara Present The Con X: Covers       |
| Uncomfortably Numb                 | 2019   | American Football - American Football          |